# Isanthrene pentagona
Isanthrene pentagona är en fjärilsart som beskrevs av William Schaus 1898. Isanthrene pentagona ingår i släktet Isanthrene och familjen björnspinnare. Inga underarter finns listade i Catalogue of Life.